# Still Feel Gone
Albums de Uncle Tupelo
No Depression
(1990) March 16–20, 1992
(1992)
Still Feel Gone est le deuxième album du groupe américain de country alternative Uncle Tupelo. Il est sorti en 1991 sous le label Rockville Records et fut réédité en 2003 chez Sony Legacy.

## Chansons
Toutes les chansons sont écrites et composées par Jay Farrar, Jeff Tweedy, et Mike Heidorn sauf indication contraire.
| 1.    | Gun                                                            |                 | 3:40 |
| 2.    | Looking For A Way Out                                          |                 | 3:40 |
| 3.    | Fall Down Easy                                                 |                 | 3:08 |
| 4.    | Nothing                                                        |                 | 2:16 |
| 5.    | Still Be Around                                                |                 | 2:44 |
| 6.    | Watch Me Fall                                                  |                 | 2:12 |
| 7.    | Punch Drunk                                                    |                 | 2:43 |
| 8.    | Postcard                                                       |                 | 3:38 |
| 9.    | D. Boon                                                        |                 | 2:32 |
| 10.   | True To Life                                                   |                 | 2:22 |
| 11.   | Cold Shoulder                                                  |                 | 3:16 |
| 12.   | Discarded                                                      |                 | 2:42 |
| 13.   | If That's Alright                                              |                 | 3:13 |
|       | Pistes Bonus                                                   |                 |      |
| 14.   | Sauget Wind                                                    |                 | 3:31 |
| 15.   | I Wanna Destroy You                                            | Robyn Hitchcock | 2:30 |
| 16.   | Watch Me Fall (démo, version inédite)                          |                 | 2:07 |
| 17.   | Looking For A Way Out (démo, version courte)                   |                 | 2:02 |
| 18.   | If That's Alright (démo, version acoustique courte et inédite) |                 | 3:03 |
| 51:19 |                                                                |                 |      |